# Ragadia mindorana
Ragadia mindorana är en fjärilsart som beskrevs av Semper 1886. Ragadia mindorana ingår i släktet Ragadia och familjen praktfjärilar. Inga underarter finns listade.